# عزبة الكاشف
عزبة الكاشف إحدي عزب مركز إطسا في جنوب محافظة الفيوم. تقع العزبة إلى الشمال الشرقي من مدينة ماضي الأثرية.